# Jumeirah Lake Towers

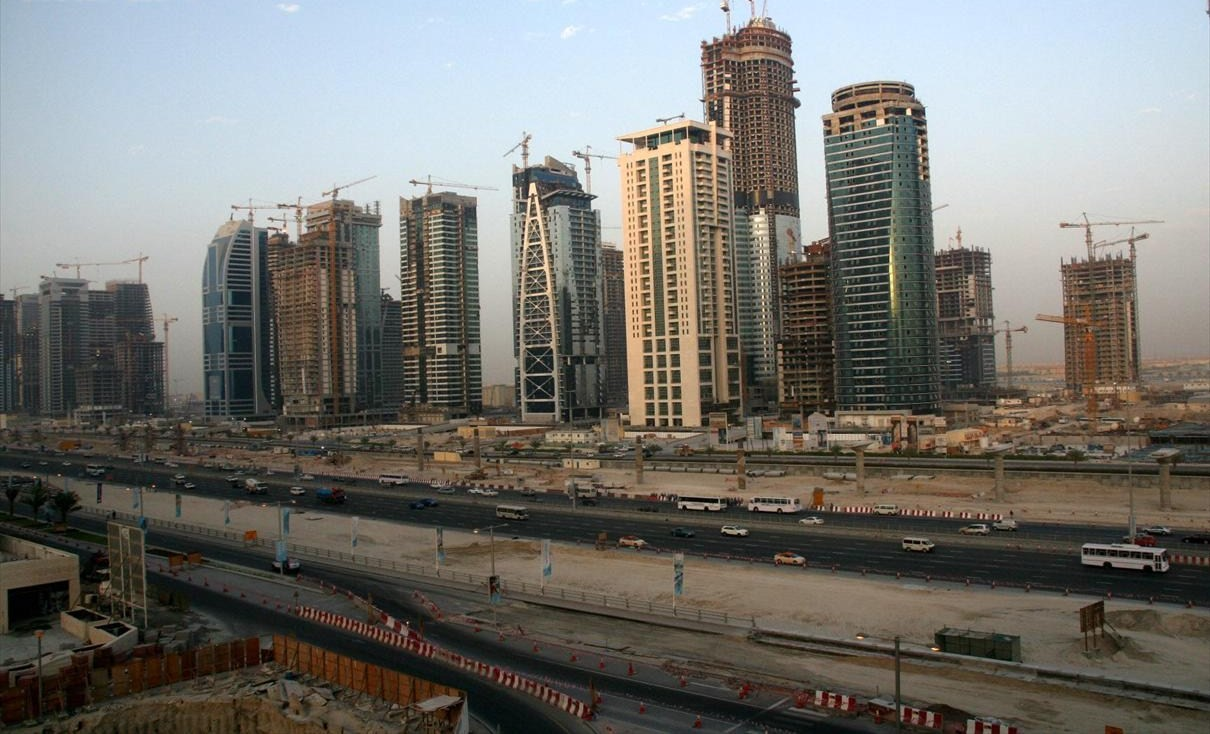
Jumeirah Lake Towers im Bau (mittlerer Abschnitt von Westen), Juni 2007

Jumeirah Lake Towers im Februar 2012

Jumeirah Lake Towers (JLT; arabisch أبراج بحيرة جميرا, DMG Abrāǧ Buḥairat Ǧumairā) ist ein Stadtteil von Dubai, Vereinigte Arabische Emirate. Es liegt auf einem 2,7 Kilometer langen Landstreifen von 135 Hektar Größe direkt gegenüber der Dubai Marina und nördlich der Wohnsiedlungen Jumeirah Islands und Emirates Hills zwischen den Kreuzungen 5 und 6 der Sheikh Zayed Road.

## Geschichte
Geplant und seit 2005 weitgehend im Bau, im Frühjahr 2011 z. T. bereits fertig sind 79 Hochhäuser, die als Wohn- und Bürohochhäuser sowie für Einzelhandelsgeschäfte in 23 Hausklustern zu jeweils drei oder vier Türmen angeordnet wurden. Die Klusterbildung wurde gewählt, damit bei der außerordentlich hohen Dichte der Objekte die Einzelhäuser besser identifiziert werden können. Der Name „Lake Towers“ ist naheliegend, weil das gesamte Areal in der Mitte von drei größeren und mehreren kleinen künstlichen Seen durchzogen wird, die – durchschnittlich um die 100 m breit und 3 m tief – insgesamt 25,5 Hektar bedecken. Das Zentrum des mit aufwändigen Grünanlagen angelegten Komplexes wird auf einer kleinen Insel durch den 360 m hohen Almas Tower herausgehoben. Die übrigen Hochhäuser haben zwischen 35 und 45 Stockwerke, d. h., sie sind etwa 130–200 m hoch.
Der öffentliche Nahverkehr wird seit Frühjahr 2010 durch zwei Haltestellen der Dubai Metro getragen.
Zur Infrastruktur dieses Quartiers gehören neben Geschäften und Kinderspielplätzen auch eine Moschee. Jumeirah Lakes Towers ist eine „mixed-use free zone“, d. h., es gibt in einer Freihandelszone sowohl Wohnungen als auch Büros. Der höchste der 79 Hochhäuser, der Almas Tower, beherbergt die Dubai Diamond Exchange sowie das Dubai Multi Commodities Centre, in dem ein Zentrum für den Handel mit Gold, Diamanten, Öl, Gas und weiteren Rohstoffen vorgesehen ist.
| Cluster | Platz | Hochhaus                   |
| ------- | ----- | -------------------------- |
| A       | 1     | New Dubai Gate 2           |
| A       | 2     | Laguna Tower               |
| A       | 3     | Lake Side Residence        |
| B       | 1     | Wind Tower II              |
| B       | 2     | Lake View Tower            |
| B       | 3     | Wind Tower                 |
| C       | 1     | Fortune Tower              |
| C       | 2     | Gold Crest Executive Tower |
| C       | 3     | The Palladium              |
| D       | 1     | Indigo Tower               |
| D       | 2     | Lake Terrace Tower         |
| D       | 3     | Lake City Tower            |
| E       | 1     | Global Lake View           |
| E       | 2     | Al Sheraa Tower            |
| E       | 3     | SABA Office                |
| F       | 1     |                            |
| F       | 2     | HDS Tower                  |
| F       | 3     | Indigo Icon                |
| G       | 1     | Dubai Arch                 |
| G       | 2     | Jumeirah Business Center 1 |
| G       | 3     | Jumeirah Business Center 9 |
| H       | 1     | Jumeirah Business Center 7 |
| H       | 2     | Concorde Tower             |
| H       | 3     | Jumeirah Business Center 8 |
| I       | 1     | Silver Tower               |
| I       | 2     | Platinum Tower             |
| I       | 3     | Gold Tower                 |
| J       | 1     | Gold Crest Views 2         |
| J       | 2     |                            |
| J       | 3     | Bonnington Tower           |
| K       | 1     | Vue de Lac                 |
| K       | 2     | Vue de Lac                 |
| K       | 3     | Vue de Lac                 |
| L       | 1     | Jumeirah Business Center 6 |
| L       | 2     | Dubai Star                 |
| L       | 3     | Icon Tower 2               |
| M       | 1     | HDS Business Center        |
| M       | 2     |                            |
| M       | 3     | Icon Tower 1               |
| N       | 1     | The Dome                   |
| N       | 2     | Lakepoint                  |
| N       | 3     | Jumeirah Business Center 4 |
| O       | 1     | Reef Tower                 |
| O       | 2     | O2 Residence               |
| O       | 3     | Madina Tower               |
| P       | 1     | Armada Tower               |
| P       | 2     | Armada Tower               |
| P       | 3     | Armada Tower               |
| Q       | 1     | SABA Twin Towers           |
| Q       | 2     | New Dubai Gate 1           |
| Q       | 3     | SABA Twin Towers           |
| R       | 1     | Al Waleed Paradise         |
| R       | 2     | MAG214                     |
| R       | 3     | Al Saqra Tower             |
| S       | 1     | Green Lake Towers          |
| S       | 2     | Green Lake Towers          |
| S       | 3     | Green Lake Towers          |
| T       | 1     | Fortune Executive          |
| T       | 2     | Lake Plaza                 |
| T       | 3     | Mercure Grand              |
| U       | 1     | Al Seef Tower 3            |
| U       | 2     | Al Seef Tower 2            |
| U       | 3     | Tamweel Tower              |
| V       | 1     | Jumeirah Business Center 2 |
| V       | 2     | Gold Crest                 |
| V       | 3     | V3 Tower                   |
| W       | 1     | Jumeirah Business Center 5 |
| W       | 2     | Tiffany Tower              |
| W       | 3     | LIWA Heights               |
| X       | 1     | Jumeirah Bay               |
| X       | 2     | Jumeirah Bay               |
| X       | 3     | Jumeirah Bay               |
| Y       | 1     | Jumeirah Business Center 3 |
| Y       | 2     | Lake Shore Tower           |
| Y       | 3     | Swiss Tower                |
| Z       | 1     | Jumeirah Lake Appartements |
| Z       | 2     | Anantara Hotel& Spa        |
| Z       | 3     | Jumeirah Lake Offices      |

## Jumeirah Lakes Towers
Im Dezember 2006 wurde der Saba Tower als erstes Hochhaus eröffnet. Im April 2011 waren 80 % der Hochhäuser in den Jumeirah Lakes Towers fertiggestellt.

### Clusters
Die Jumeirah Lake Towers wurden in sogenannten Clustern gebaut. Es gibt 26 Cluster, die von A bis Z benannt wurden. In jedem Cluster stehen drei Hochhäuser.

### Brand desTamweel Tower
In der Nacht auf den 18. November 2012 ist der Tamweel Tower, welcher sich in Cluster U3 befindet, ausgebrannt. Der Brand brach gegen 01:30 Ortszeit auf dem Dach des 34-stöckigen Hauses aus. Durch auf die Balkone fallende Trümmerstücke breitete sich das Feuer über das gesamte Gebäude aus. Alle Bewohner konnten, zum Teil noch im Schlafanzug, rechtzeitig evakuiert werden, es wurde niemand verletzt. Der Brand konnte nach acht Stunden gelöscht werden.
Die Polizei macht eine Zigarette für den Brand verantwortlich. Sie soll in einem Papierkorb entsorgt worden sein, der dann Feuer gefangen hat. Das Hochhaus steht seitdem unbewohnt leer.

Logo des Bonnington

Hotel Bonnington

### Hotel Bonnington
Das 'Bonnington' ist ein 41-stöckiges Hotel am Ostrand der Jumeirah Lake Towers. Das irisch geleitete 5-Sterne-Hotel wurde 2005–2008 gebaut. Es ist 150 Meter hoch, hat 41 Etagen, sechs Aufzüge und beherbergt 272 Suiten, fünf Restaurants und Bars sowie vier Konferenzsäle. In der Nähe befindet sich außerdem eine Metro-Station, die Sheikh Zayed Road und der Almas Tower.

## Weiteres
Das Uptown Dubai ist als höchstes Bauwerk des Stadtteils geplant.